# Endònim
Un endònim és el topònim o etnònim en la llengua pròpia o autòctona del lloc o ètnia. Si es tracta d'un topònim, en aquest cas es parla d'un endotopònim. D'altra banda, un exònim és l'adaptació tradicional d'un etnònim o d'un topònim (i en aquest cas es parla d'un exotopònim) en una llengua que no és la pròpia d'aquell lloc o ètnia.